# Milan Indoor 2004 - Qualificazioni singolare
Le qualificazioni del singolare  del Milan Indoor 2004 sono state un torneo di tennis preliminare per accedere alla fase finale della manifestazione. I vincitori dell'ultimo turno sono entrati di diritto nel tabellone principale. In caso di ritiro di uno o più giocatori aventi diritto a questi sono subentrati i lucky loser, ossia i giocatori che hanno perso nell'ultimo turno ma che avevano una classifica più alta rispetto agli altri partecipanti che avevano comunque perso nel turno finale.
Le qualificazioni del torneo Milan Indoor 2004 prevedevano 32 partecipanti di cui 4 sono entrati nel tabellone principale.

## Teste di serie
1. Dick Norman (secondo turno)
2. Stefano Pescosolido (primo turno)
3. Ivo Heuberger (Qualificato)
4. Vincenzo Santopadre (Qualificato)

1. Boris Pašanski (primo turno)
2. Jurij Ščukin (primo turno)
3. Daniele Bracciali (ultimo turno)
4. Tomáš Cakl (primo turno)

## Qualificati
1. Andreas Seppi
2. Stéphane Bohli

1. Ivo Heuberger
2. Vincenzo Santopadre

## Tabellone

### Legenda
| - Q = Qualificato - WC = Wild card - LL = Lucky loser | - ALT = Alternate - SE = Special Exempt - PR = Protected Ranking | - w/o = Walkover - r = Ritirato - d = Squalificato |

### Sezione 1
|  | Primo turno         | Primo turno         | Primo turno         | Primo turno | Primo turno |  |  | Secondo turno | Secondo turno | Secondo turno | Secondo turno | Secondo turno |   |   | Ultimo turno | Ultimo turno | Ultimo turno | Ultimo turno | Ultimo turno |  |
|  |                     |                     |                     |             |             |  |  |               |               |               |               |               |   |   |              |              |              |              |              |  |
|  | 1                   | Dick Norman         | Dick Norman         | 7           | 7           |  |  |               |               |               |               |               |   |   |              |              |              |              |              |  |
|  |                     | Potito Starace      | Potito Starace      | 63          | 63          |  |  | 1             | Dick Norman   | Dick Norman   | 3             | 4             |   |   |              |              |              |              |              |  |
|  | George Bastl        | George Bastl        | George Bastl        | 6           | 6           |  |  |               | George Bastl  | George Bastl  | 6             | 6             |   |   |              |              |              |              |              |  |
|  | Alejandro Hernández | Alejandro Hernández | Alejandro Hernández | 1           | 3           |  |  |               |               |               |               |               |   |   | George Bastl | George Bastl | 6            | 4            | 2            |  |
|  | Victor Ioniță       | Victor Ioniță       | Victor Ioniță       | 6           | 6           |  |  |               |               | Andreas Seppi | Andreas Seppi | 0             | 6 | 6 |              |              |              |              |              |  |
|  | Alessandro Motti    | Alessandro Motti    | Alessandro Motti    | 3           | 2           |  |  | Victor Ioniță | Victor Ioniță | Victor Ioniță | 2             | 65            |   |   |              |              |              |              |              |  |
|  |                     | Andreas Seppi       | Andreas Seppi       | 6           | 6           |  |  | Andreas Seppi | Andreas Seppi | Andreas Seppi | 6             | 7             |   |   |              |              |              |              |              |  |
|  | 8                   | Tomáš Cakl          | Tomáš Cakl          | 4           | 3           |  |  |               |               |               |               |               |   |   |              |              |              |              |              |  |

### Sezione 2
|  | Primo turno       | Primo turno         | Primo turno       | Primo turno | Primo turno |  |  | Secondo turno   | Secondo turno   | Secondo turno   | Secondo turno | Secondo turno |   |   | Ultimo turno   | Ultimo turno   | Ultimo turno   | Ultimo turno | Ultimo turno |  |
|  |                   |                     |                   |             |             |  |  |                 |                 |                 |               |               |   |   |                |                |                |              |              |  |
|  |                   | Stéphane Bohli      | 7                 | 5           | 6           |  |  |                 |                 |                 |               |               |   |   |                |                |                |              |              |  |
|  | 2                 | Stefano Pescosolido | 6(1)              | 7           | 4           |  |  | Stéphane Bohli  | Stéphane Bohli  | Stéphane Bohli  | 7             | 6             |   |   |                |                |                |              |              |  |
|  | Jonathan Erlich   | Jonathan Erlich     | Jonathan Erlich   | 6           | 7           |  |  | Jonathan Erlich | Jonathan Erlich | Jonathan Erlich | 5             | 1             |   |   |                |                |                |              |              |  |
|  | Santiago González | Santiago González   | Santiago González | 3           | 68          |  |  |                 |                 |                 |               |               |   |   | Stéphane Bohli | Stéphane Bohli | Stéphane Bohli | 6            | 6            |  |
|  | Andy Ram          | Andy Ram            | Andy Ram          | 6           | 7           |  |  |                 |                 | Uros Vico       | Uros Vico     | Uros Vico     | 4 | 2 |                |                |                |              |              |  |
|  | Francesco Aldi    | Francesco Aldi      | Francesco Aldi    | 3           | 5           |  |  | Andy Ram        | Andy Ram        | Andy Ram        | 3             | 2             |   |   |                |                |                |              |              |  |
|  |                   | Uros Vico           | Uros Vico         | 6           | 7           |  |  | Uros Vico       | Uros Vico       | Uros Vico       | 6             | 6             |   |   |                |                |                |              |              |  |
|  | 5                 | Boris Pašanski      | Boris Pašanski    | 0           | 5           |  |  |                 |                 |                 |               |               |   |   |                |                |                |              |              |  |

### Sezione 3
|  | Primo turno    | Primo turno        | Primo turno        | Primo turno | Primo turno |  |  | Secondo turno  | Secondo turno  | Secondo turno | Secondo turno  | Secondo turno  |   |   | Ultimo turno | Ultimo turno  | Ultimo turno  | Ultimo turno | Ultimo turno |  |
|  |                |                    |                    |             |             |  |  |                |                |               |                |                |   |   |              |               |               |              |              |  |
|  | 3              | Ivo Heuberger      | Ivo Heuberger      | 6           | 6           |  |  |                |                |               |                |                |   |   |              |               |               |              |              |  |
|  |                | Tejmuraz Gabašvili | Tejmuraz Gabašvili | 2           | 4           |  |  | 3              | Ivo Heuberger  | 1             | 6              | 7              |   |   |              |               |               |              |              |  |
|  | Željko Krajan  | Željko Krajan      | 3                  | 7           | 6           |  |  |                | Željko Krajan  | 6             | 2              | 6              |   |   |              |               |               |              |              |  |
|  | David Sebok    | David Sebok        | 6                  | 5           | 3           |  |  |                |                |               |                |                |   |   | 3            | Ivo Heuberger | Ivo Heuberger | 6            | 6            |  |
|  | Gianluca Pozzi | Gianluca Pozzi     | 3                  | 7           | 6           |  |  |                |                |               | Gianluca Pozzi | Gianluca Pozzi | 4 | 2 |              |               |               |              |              |  |
|  | Dmitrij Sitak  | Dmitrij Sitak      | 6                  | 64          | 4           |  |  | Gianluca Pozzi | Gianluca Pozzi | 6             | 5              | 6              |   |   |              |               |               |              |              |  |
|  |                | Michael Lammer     | Michael Lammer     | 6           | 7           |  |  | Michael Lammer | Michael Lammer | 1             | 7              | 3              |   |   |              |               |               |              |              |  |
|  | 6              | Jurij Ščukin       | Jurij Ščukin       | 1           | 5           |  |  |                |                |               |                |                |   |   |              |               |               |              |              |  |

### Sezione 4
|  | Primo turno     | Primo turno         | Primo turno         | Primo turno | Primo turno |  |  | Secondo turno | Secondo turno       | Secondo turno       | Secondo turno     | Secondo turno     |    |   | Ultimo turno | Ultimo turno        | Ultimo turno        | Ultimo turno | Ultimo turno |  |
|  |                 |                     |                     |             |             |  |  |               |                     |                     |                   |                   |    |   |              |                     |                     |              |              |  |
|  | 4               | Vincenzo Santopadre | Vincenzo Santopadre | 6           | 6           |  |  |               |                     |                     |                   |                   |    |   |              |                     |                     |              |              |  |
|  |                 | Matteo Colla        | Matteo Colla        | 4           | 4           |  |  | 4             | Vincenzo Santopadre | Vincenzo Santopadre | 6                 | 7                 |    |   |              |                     |                     |              |              |  |
|  | Andrea Stoppini | Andrea Stoppini     | Andrea Stoppini     | 6           | 6           |  |  |               | Andrea Stoppini     | Andrea Stoppini     | 4                 | 64                |    |   |              |                     |                     |              |              |  |
|  | Stefano Tarallo | Stefano Tarallo     | Stefano Tarallo     | 1           | 1           |  |  |               |                     |                     |                   |                   |    |   | 4            | Vincenzo Santopadre | Vincenzo Santopadre | 7            | 6            |  |
|  | Paolo Lorenzi   | Paolo Lorenzi       | 3                   | 7           | 6           |  |  |               |                     | 7                   | Daniele Bracciali | Daniele Bracciali | 65 | 3 |              |                     |                     |              |              |  |
|  | Stefano Cobolli | Stefano Cobolli     | 6                   | 64          | 0           |  |  |               | Paolo Lorenzi       | Paolo Lorenzi       | 6                 | 4                 |    |   |              |                     |                     |              |              |  |
|  | 7               | Daniele Bracciali   | Daniele Bracciali   | 6           | 7           |  |  | 7             | Daniele Bracciali   | Daniele Bracciali   | 7                 | 6                 |    |   |              |                     |                     |              |              |  |
|  |                 | Petr Luxa           | Petr Luxa           | 3           | 64          |  |  |               |                     |                     |                   |                   |    |   |              |                     |                     |              |              |  |